# Saint-Denis-de-Gastines
Saint-Denis-de-Gastines és un municipi francès situat al departament de Mayenne i a la regió de País del Loira. L'any 2007 tenia 1.686 habitants.

## Demografia

### Població
El 2007 la població de fet de Saint-Denis-de-Gastines era de 1.686 persones. Hi havia 668 famílies de les quals 196 eren unipersonals (104 homes vivint sols i 92 dones vivint soles), 228 parelles sense fills, 208 parelles amb fills i 36 famílies monoparentals amb fills.
La població ha evolucionat segons el següent gràfic:
Habitants censats

### Habitatges
El 2007 hi havia 795 habitatges, 677 eren l'habitatge principal de la família, 57 eren segones residències i 61 estaven desocupats. 756 eren cases i 37 eren apartaments. Dels 677 habitatges principals, 496 estaven ocupats pels seus propietaris, 177 estaven llogats i ocupats pels llogaters i 4 estaven cedits a títol gratuït; 8 tenien una cambra, 28 en tenien dues, 105 en tenien tres, 180 en tenien quatre i 356 en tenien cinc o més. 541 habitatges disposaven pel capbaix d'una plaça de pàrquing. A 394 habitatges hi havia un automòbil i a 244 n'hi havia dos o més.

### Piràmide de població
La piràmide de població per edats i sexe el 2009 era:
| Homes | Edats   | Dones |
| ----- | ------- | ----- |
| 0     | 95 o +  | 0     |
| 0     | 90 a 94 | 16    |
| 20    | 85 a 89 | 32    |
| 8     | 80 a 84 | 20    |
| 52    | 75 a 79 | 52    |
| 64    | 70 a 74 | 76    |
| 28    | 65 a 69 | 48    |
| 56    | 60 a 64 | 56    |
| 36    | 55 a 59 | 32    |
| 44    | 50 a 54 | 40    |
| 40    | 45 a 49 | 48    |
| 52    | 40 a 44 | 40    |
| 80    | 35 a 39 | 76    |
| 60    | 30 a 34 | 48    |
| 56    | 25 a 29 | 36    |
| 28    | 20 a 24 | 28    |
| 40    | 15 a 19 | 84    |
| 60    | 10 a 14 | 44    |
| 52    | 5 a 9   | 56    |
| 40    | 0 a 4   | 52    |

## Economia
El 2007 la població en edat de treballar era de 968 persones, 705 eren actives i 263 eren inactives. De les 705 persones actives 672 estaven ocupades (375 homes i 297 dones) i 33 estaven aturades (13 homes i 20 dones). De les 263 persones inactives 122 estaven jubilades, 78 estaven estudiant i 63 estaven classificades com a «altres inactius».

### Ingressos
El 2009 a Saint-Denis-de-Gastines hi havia 678 unitats fiscals que integraven 1.634,5 persones, la mediana anual d'ingressos fiscals per persona era de 15.056 €.

### Activitats econòmiques
Dels 65 establiments que hi havia el 2007, 5 eren d'empreses alimentàries, 3 d'empreses de fabricació d'altres productes industrials, 15 d'empreses de construcció, 14 d'empreses de comerç i reparació d'automòbils, 3 d'empreses de transport, 3 d'empreses d'hostatgeria i restauració, 1 d'una empresa d'informació i comunicació, 3 d'empreses financeres, 1 d'una empresa immobiliària, 3 d'empreses de serveis, 11 d'entitats de l'administració pública i 3 d'empreses classificades com a «altres activitats de serveis».
Dels 25 establiments de servei als particulars que hi havia el 2009, 1 era una oficina de correu, 2 oficines bancàries, 4 tallers de reparació d'automòbils i de material agrícola, 1 guixaire pintor, 4 fusteries, 7 lampisteries, 3 electricistes, 2 perruqueries i 1 restaurant.
Dels 6 establiments comercials que hi havia el 2009, 1 era una botiga de menys de 120 m², 3 fleques, 1 una botiga de roba i 1 un drogueria.
L'any 2000 a Saint-Denis-de-Gastines hi havia 118 explotacions agrícoles que ocupaven un total de 4.150 hectàrees.

## Equipaments sanitaris i escolars
L'únic equipament sanitari que hi havia el 2009 era una farmàcia.
El 2009 hi havia 2 escoles elementals.

## Poblacions més properes
El següent diagrama mostra les poblacions més properes.